# Alexandra Stoian
Alexandra Stoian (z domu Rusu, ur. 5 sierpnia 1983 w Bran) – rumuńska biathlonistka, olimpijka. Zadebiutowała w biathlonie w rozgrywkach juniorskich w roku 1997.
Starty w Pucharze Świata rozpoczęła zawodami w Hochfilzen w roku 1999 zajmując 90. miejsce w biegu indywidualnym. Jej najlepszy dotychczasowy wynik w Pucharze Świata to 29. miejsce w sprincie w P'yŏngch'ang w sezonie 2008/09.
Podczas Igrzysk Olimpijskich w Salt Lake City w roku 2002 zajęła 72. miejsce w sprincie.
Podczas Igrzysk Olimpijskich w Turynie 2006 zajęła 68. miejsce w biegu indywidualnym, 45 w sprincie i 14 w sztafecie.
Podczas Mistrzostw świata w roku 2005 w Hochfilzen zajęła 59. miejsce w biegu indywidualnym, 76 w sprincie i 14 w sztafecie. Na Mistrzostwach świata w roku 2007 w Anterselvie zajęła 64. miejsce w biegu indywidualnym, 80 w sprincie i 11 w sztafecie. Na Mistrzostwach świata w roku 2008 w Östersund zajęła 45. miejsce w biegu indywidualnym, 78 w sprincie oraz 11 w sztafecie. Na Mistrzostwach świata w roku 2009 w Pjongczangu zajęła 68. miejsce w biegu indywidualnym, 29 w sprincie, 57 w biegu pościgowym oraz 8 w sztafecie.

## Osiągnięcia

### Igrzyska Olimpijskie
- 2002 Salt Lake City – 72. (sprint)
- 2006 Turyn – 68. (bieg indywidualny), 45. (sprint), 14. (sztafeta)
- 2010 Vancouver – 85. (sprint)

### Mistrzostwa Świata
- 2005 Hochfilzen – 59. (bieg indywidualny), 76. (sprint), 14. (sztafeta)
- 2007 Anterselva – 64. (bieg indywidualny), 80. (sprint) 11. (sztafeta)
- 2008 Östersund – 45. (bieg indywidualny), 78. (sprint), 11. (bieg pościgowy)
- 2009 P'yŏngch'ang – 68. (bieg indywidualny), 29. (sprint), 57. (bieg pościgowy), 8. (sztafeta)

### Puchar Świata

#### Miejsca w klasyfikacji generalnej
| Sezon     | Miejsce |
| --------- | ------- |
| 2008/2009 | 85.     |
| 2009/2010 | 84.     |